# پیتر لیم
پیتر لیم (انگلیسی: Peter Lim؛ زادهٔ ۱۹۵۳) کارآفرین، سرمایه‌دار اهل سنگاپور است.